# Джекман, Генри
Генри Прайс Джекман (англ. Henry Pryce Jackman; род. 1 июня 1974) — британский музыкант и композитор, автор саундтреков к фильмам и играм. Также специализируется в музыкальном программировании.

## Детство и карьера
Генри Прайс Джекман родился в Хиллингдоне. Он обучался классической музыке в школе при соборе Святого Павла, Итонском колледже, Фрамлингемском колледже и Оксфордском университете.
Джекман сотрудничал с такими музыкантами, как Майк Олдфилд (программирование композиции Voyager), Салли Олдфилд (программирование композиции Flaming Star), Тревор Хорн (программирование композиции The Seduction of Claude Debussy для его группы Art of Noise), Элтон Джон и Гэри Барлоу. В 2001 году он выступил сопродюсером не вышедшего альбома Togetherland певца Seal. Из этого альбома вышла единственная песня — This Could Be Heaven. Написанная в соавторстве с Джекманом, она прозвучала в фильме «Семьянин» и вошла в эксклюзивную версию сборника Seal.
Джекман выпустил три собственных альбома: Utopia (2003), Transfiguration (2005) и Acoustica (2007 год, совместно с Августом Исадором).
С 2006 года Джекман в основном работал с наставником Хансом Циммером в качестве дополнительного композитора, музыкального программиста или аранжировщика. В 2009 году Джекман, Циммер и Джон Пауэлл выиграли премию Энни 2008 года за музыку для короткометражного анимационного фильма «Кунг-фу панда: Секреты неистовой пятёрки». В 2016 году Джекман написал саундтрек для видеоигры Uncharted 4: A Thief's End, что стало для композитора первой самостоятельной работой такого масштаба.

## Дискография

### Синглы
- Майк Олдфилд, Women of Ireland (1997): сопродюсер, программирование;
- Элтон Джон & Leann Rimes, Written in the Stars (1999): программирование;
- Jocelyn Brown, I Believe (1999): программирование, микширование;
- Seal, This Could Be Heaven (2000): соавтор, сопродюсер, программирование.

### Альбомы
- 1997 — Майк Олдфилд, Voyager: сопродюсер, программирование;
- 1997 — Sally Oldfield, Flaming Star;
- 1998 — Conner Reeves, Earthbound: программирование;
- 1998 — Michael Gordon, Weather;
- 1999 — Art of Noise, The Seduction of Claude Debussy: «Born on a Sunday» - сопродюсер, соавтор;
- 1999 — Moa, Universal: авторство, продюсер, микширование;
- 2001 — Maryanna Matiss, Time to Fly: авторство, продюсирование, микширование;
- 2001 — Seal, Togetherland: продюсирование, программирование;
- 2006 — Ханс Циммер, The Holiday OST: соавторство;
- 2008 — Vantage Point OST: соавторство;
- 2009 — Monsters vs. Aliens OST: авторство.

### Сольные альбомы
- 2003 — Utopia (WestOneMusic);
- 2005 — Transfiguration (KPM Music);
- 2007 — Acoustica (KPM Music).

## Саундтреки

### Кинофильмы
- Код да Винчи: программирование, оркестровка;
- Пираты Карибского моря: Сундук мертвеца: дополнительный композитор;
- Отпуск по обмену: дополнительный композитор, фортепиано;
- Пираты Карибского моря: На краю света: дополнительный композитор;
- Легенды ночных стражей: автор песни;
- Симпсоны в кино: дополнительный композитор;
- Точка обстрела: дополнительный композитор;
- Кунг-фу панда: дополнительный композитор;
- Тёмный рыцарь: программирование;
- Хэнкок: дополнительный композитор;
- Монстры против пришельцев: композитор;
- Henri IV: композитор;
- Путешествия Гулливера: композитор;
- Люди Икс: Первый класс: композитор;
- Медвежонок Винни и его друзья: композитор;
- Пипец: композитор;
- Кот в сапогах: композитор;
- На грани: композитор;
- Президент Линкольн: Охотник на вампиров: композитор;
- Конец света 2013: Апокалипсис по-голливудски: композитор;
- Пипец 2: композитор;
- Турбо: композитор;
- Капитан Филлипс: композитор;
- Первый мститель: Другая война: композитор;
- Интервью: композитор;
- Kingsman: Секретная служба: композитор;
- Город героев: композитор;
- Ужастики: композитор;
- Ральф: композитор;
- 5-я волна: композитор;
- Первый мститель: Противостояние: композитор;
- Джек Ричер 2: Никогда не возвращайся: композитор;
- Конг: Остров черепа: композитор;
- Ральф против интернета: композитор;
- Джуманджи: Зов джунглей: композитор, музыкальный продюсер;
- Хищник: композитор;
- Покемон. Детектив Пикачу: композитор;
- Джуманджи: Новый уровень: композитор;
- Тайлер Рейк: Операция по спасению: композитор;
- По наклонной: композитор;
- Неисправимый Рон: композитор;
- Серый человек: композитор;
- Эволюция Черепашек-ниндзя: Фильм: композитор;
- Странный мир: композитор.

### Сериалы
- HBO First Look (2009) (композитор)
- Гравити Фолз (2012–2016) (музыкант)
- Турбо: Молниеносная команда (2013–2016) (композитор)
- Человек в высоком замке (2015) (композитор и музыкальный продюсер)
- Звёздная принцесса и силы зла (2015–2019) (музыкант)
- Demon Force (2018) (композитор)
- Амфибия (2019–2022) (музыкант)
- Hailey's On It! (2023) (музыкант)

### Мини-сериалы
- Правило Коми (2020) (композитор и музыкальный продюсер)
- Сокол и Зимний солдат (2021) (композитор и музыкальный продюсер)

### Короткометражные фильмы
- Секреты неистовой пятёрки (2008) (композитор)
- B.O.B.'s Big Break (2009) (композитор)
- Монстры против овощей (2009) (композитор)
- Праздник Кунг-фу панды (2010) (композитор)
- Мальки (2011) (композитор)
- Abraham Lincoln Vampire Hunter: The Great Calamity (2012) (композитор)
- Кот в сапогах: Три дьяволёнка (2012) (композитор)
- Back from the Brink: Saved from Extinction (2019) (продюсер)
- The Loot (2025) (композитор)

### Компьютерные игры
- Exile (1991) (композитор)[5]
- Zyconix (1992) (музыкант)[5]
- M.C. Kids (1992) (композитор) [5]
- Cars Mater-National Championship (2007) (композитор)
- Colin McRae: Dirt (2007) (композитор) [5]
- Grand Theft Auto IV (2008) (музыкальный продюсер)
- Brütal Legend (2009) (композитор)
- SpongeBob’s Truth or Square (2009) (соавтор музыки)
- Disney Infinity (2013) (композитор треков "Sugar Rush" и "Sugar Rush Showdown")
- Lego Marvel Super Heroes (2013) (композитор)
- Disney Infinity 2.0: Marvel Super Heroes (2014) (композитор трека "Sugar Rush Showdown")
- Disney Infinity 3.0: Star Wars - Starter Pack Edition (2015) (theme music composer) (one track "Sugar Rush Showdown" only)
- Disney Infinity: Toy Box 2.0 (2015) (композитор трека "Sugar Rush Showdown")
- Just Cause 3 (2015) (композитор)
- Lego Dimensions (2015) (соавтор музыки)
- Just Cause 3: Bavarium Sea Heist (2016) (композитор)
- Just Cause 3: Mech Land Assault (2016) (композитор)
- Just Cause 3: Sky Fortress (2016) (композитор)
- Uncharted 4: A Thief’s End (2016) (композитор)
- Uncharted: The Lost Legacy (2017) (композитор)
- Disney Dreamlight Valley (2022) (композитор треков "Best Friends" и "Wreck-It Ralph")
- Disney Dreamlight Valley: A Rift in Time (2023) (композитор треков "Best Friends" и "Wreck-It Ralph")